# Коннов, Иван Прокофьевич
Иван Прокофьевич Коннов — советский военный, государственный и политический деятель, генерал-лейтенант.

## Биография
Родился в 1900 году в Москве. Член КПСС с 1918 года.
С 1918 года — на военной службе, общественной и политической работе. В 1918—1951 гг. — участник Гражданской войны, на политической работе и командных должностях в Рабоче-Крестьянской Красной Армии, заместитель командира 33-го стрелкового корпуса Орловского военного округа по политчасти, военный комиссар 33-го стрелкового корпуса, член Военного Совета 3-й армии, член Военного Совета Воронежского военного округа, член Военного Совета Приморского военного округа, член Военного Совета 39-й армии в Китае. 
Делегат XVIII съезда ВКП(б).
Умер в Москве в 1951 году. Похоронен на Введенском кладбище (6 уч.).